# Mariensäule (Kostelec nad Orlicí)

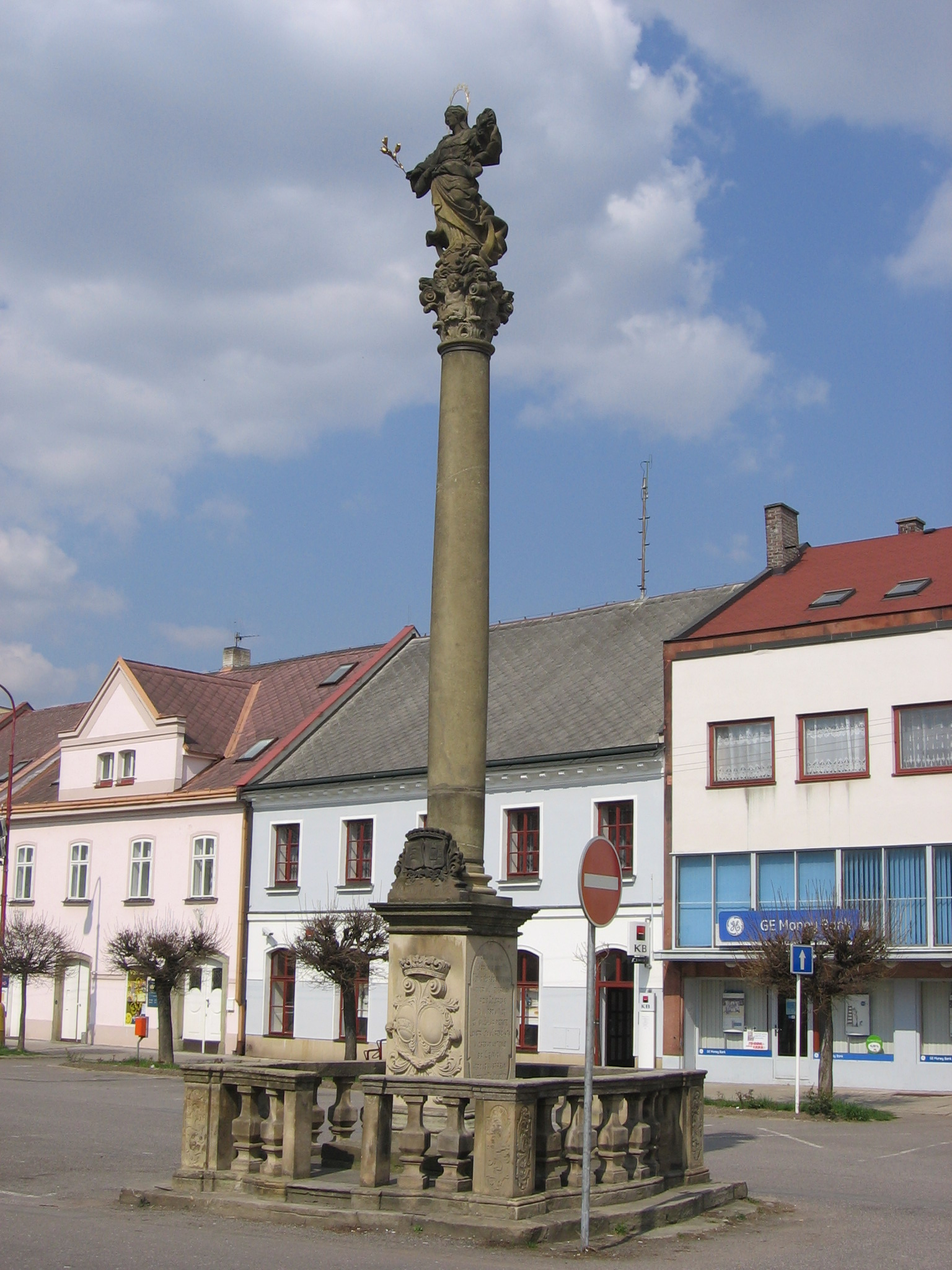
Mariensäule in Kostelec nad Orlicí

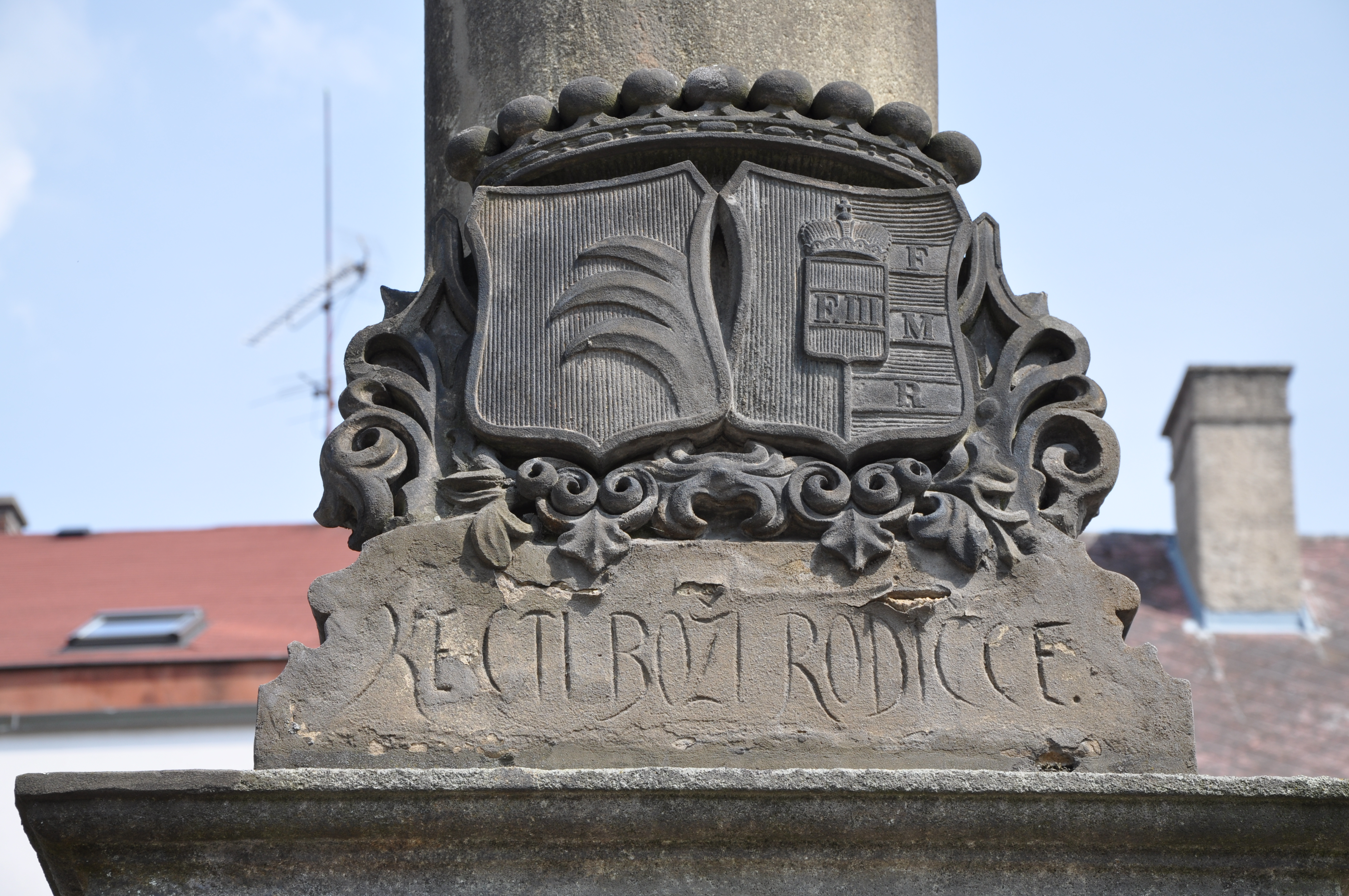
Wappen der Familien Kinsky (links) und Czernin von und zu Chudenitz (rechts)

Die Mariensäule in Kostelec nad Orlicí (deutsch: Adlerkosteletz), einer Stadt im Okres Rychnov nad Kněžnou in Tschechien, wurde 1707 errichtet. Die Mariensäule auf dem Marktplatz (tschechisch Palackého náměstí) ist ein geschütztes Kulturdenkmal.
Die barocke Mariensäule besteht aus einem rechteckigen Sockel, auf der die Säule mit der Figur der Muttergottes steht. Die Mariensäule wird von einer durch zwei Stufen erhöhten Balustrade umgeben. Das gesamte Bauwerk besteht aus dem regionalen Sandstein.
An der Basis der Säule sind die Wappen der Familien Kinsky und Czernin von und zu Chudenitz angebracht.